# Florine Valdenaire
Florine Valdenaire (Remiremont, 22 gennaio 1982) è un'ex snowboarder francese.

## Palmarès

### Mondiali juniores
- 1 medaglia:
  - 1 bronzo (slalom gigante parallelo a Nassfeld-Hermagor 2001)

### Coppa del Mondo
- Miglior piazzamento nella Coppa del Mondo di parallelo: 15ª nel 2003